# Boophis erythrodactylus
A Boophis erythrodactylus a kétéltűek (Amphibia) osztályába, a békák (Anura) rendjébe és az aranybékafélék (Mantellidae) családjába tartozó faj. Nevét a görög erythros (vörös) és dactylos (ujj) szavakból képezték.

## Előfordulása
A faj Madagaszkár endemikus faja. A sziget középső és keleti részén 1000–1100 m-es magasságban honos.

## Megjelenése
Kis méretű békafaj, a hímek testhossza 24–25 mm, a nőstényeké elérheti a 33 mm-t. Hátának bőre sima, zöld színű, időnként sárga sávokkal, minden esetben számos, egyenlő távolságban elhelyezkedő piros színű pettyekkel. Orrától a szeméig sárga sáv húzódik. Egy másik sáv a szemnél indul, végighúzódik a hallószerven a vállig. Ujjainak csúcsa vöröses, különösen a nőstényeken. Iriszének külső része türkizkék vagy kék, az írisz környezete kék.